# Милу в мае
«Милу в мае» (итал. Milou en mai) — один из последних фильмов французского режиссёра Луи Маля.

## Сюжет
Действие происходит в сонной сельской усадьбе на юге Франции в мае 1968 года, когда столица была парализована студенческими волнениями. Смерть престарелой матери пчеловода Милу ознаменовала распад привычного уклада жизни в усадьбе. Собравшиеся на похороны родственники непрестанно выясняют отношения и спорят о наследстве. Воссоединение семейства затягивается из-за того, что даже могильщики подключились к всеобщей забастовке.
Когда Милу и его родня наконец больше не могут не замечать происходящего в стране, ими овладевает абсурдный страх вторжения в поместье кровожадных коммунистов. Приняв за «санкюлотов» местных охотников, они бегут из усадьбы на лоно природы… 

## В ролях
- Мишель Пикколи — Милу Вьёзак
- Миу-Миу — Камилла, его дочь
- Мишель Дюшоссуа — Жорж, брат Милу
- Полетт Дюбо — госпожа Вьёзак, мать Милу
- Доминик Блан — Клэр, племянница Милу
- Гарриет Уолтер — Лили, жена Жоржа
- Рено Данне — Пьер-Ален, сын Жоржа от первого брака
- Юбер Сен-Макари — Поль, муж Камиллы
- Мартин Готье — Адель, служанка и любовница Милу
- Франсуа Берлеан — Даниэль, нотариус и друг семьи
- Брюно Каретт — Жильбер Гримальди, водитель грузовика
- Валери Лемерсье — Мадам Бутелло

## Создатели фильма
- Авторы сценария: Луи Маль, Жан-Клод Карьер
- Режиссёр-постановщик: Луи Маль
- Оператор-постановщик: Ренато Берта
- Художники: Вилли Хольт, Филипп Турлюр
- Композитор: Стефан Граппелли
- Продюсеры: Луи Маль, Винсент Маль

## Художественные особенности
Традиционная для режиссёра чеховская эстетика в данном случае осложнена элементами сатиры, даже фарса. Рассказ о «маленьком буржуазном апокалипсисе» продолжает традицию «Правил игры» Жана Ренуара. Неслучайно роль престарелой матери сыграла актриса из ренуаровского фильма. Фильм также напоминает некоторые антибуржуазные сатиры Бунюэля, что неудивительно: к сценарию приложил руку Жан-Клод Карьер («Дневная красавица», «Скромное обаяние буржуазии»). 
Однако у Маля политическая сатира на обывателей, которые на фоне общенационального катаклизма патологически заняты только собственными мелочными дрязгами, довольно скоро уступает место ностальгическому воскрешению ушедшей эпохи в идиллической обстановке патриархальной усадьбы. 

## Признание
- Премия «Сезар» за лучшую женскую роль второго плана (Доминик Блан)
- Премия «Давид ди Донателло» за лучшую режиссуру зарубежного фильма (Луи Маль)
- Номинация на премию BAFTA за лучший фильм на иностранном языке.